# Äventyrsdags: I fjärran land
Äventyrsdags: I fjärran land (Originaltitel: Adventure Time: Distant Lands) är en amerikansk animerad miniserie bestående av fyra 45-minutersavsnitt baserade på den animerade tv-serien Äventyrsdags, som tidigare gick på Cartoon Network mellan 2010 och 2018. Serien och avsnitt ett hade premiär på HBO Max den 25 juni 2020 och de andra avsnitten släpptes respektive 19 november 2020, 20 maj 2021 och 2 september 2021. Avsnitten i serien skiftar fokus mellan olika karaktärer då avsnitt ett handlar om BMO, avsnitt två om Marceline och prinsessan Bubbelgum, avsnitt tre om Finn och Jake samt avsnitt fyra om Pepparmintbuttlern. 

## Rollista (urval)
- Jeremy Shada – Människan Finn
- John DiMaggio – Hunden Jake
- Olivia Olson – Marceline
- Hynden Walch – Prinsessan Bubbelgum
- Niki Yang – BMO
- Tom Kenny – Simon/Iskungen
- Steve Little – Pepparmintbuttlern